# Софиевка (Перевальский район)
Софиевка (укр. Софіївка) — посёлок, относится к Перевальскому району Луганской области Украины. Де факто — с 2014 года населённый пункт контролируется самопровозглашённой Луганской Народной Республикой.

## География
Посёлок расположен на реке Чернухиной (левом притоке Белой). Соседние населённые пункты: посёлки Чернухино (выше по течению Чернухиной) и Круглик на юго-западе, село Вергулёвка и посёлки Комиссаровка, Вергулёвка на северо-западе, Червоный Прапор и село Оленовка на севере, посёлок Байрачки и город Зоринск на северо-востоке, село Малоивановка (ниже по течению Чернухиной) на востоке, посёлки Городище на юго-востоке и Центральный на юге.

## Общие сведения
Занимает площадь 2,123 км². Почтовый индекс — 94341. Телефонный код — 6441. Код КОАТУУ — 4423657301.

## Население
Население по переписи 2001 года составляло 576 человек.

## Местный совет
94341, Луганская обл., Перевальский р-н, пгт. Центральный, ул. Баско, 10